# Aldrovandia oleosa
Aldrovandia oleosa is een straalvinnige vissensoort uit de familie van rugstekelalen (Halosauridae). De wetenschappelijke naam van de soort is voor het eerst geldig gepubliceerd in 1977 door Sulak.